# Instituto Nacional de Estatística (Portugal)
Instituto Nacional de Estatística, även känt under dess akronym INE,  är det officiella nationella organet för produktion och spridning av officiell statistik i Portugal.

INE grundades 1935 genom omvandlingen av Direção-Geral de Estatística. Följande funktioner tillskrevs: 
| ” | funktioner för notation, utarbetande, publicering och jämförelse av statistiska element som hänvisar till aspekter av det portugisiska livet som är av intresse för nationen, staten och vetenskapen. Lag nr 1911 av den 23 maj 1935. | „ |